# Georg Jonas von Wright
Georg Jonas von Wright, född 27 mars 1754 i Tammela socken, Finland, död 3 november 1800 på Näs kungsgård, Dalarna, var en finlandssvensk överste och målare.
Han var son till landshövdingen Georg Henrik von Wright och Vendela Regina Borgström och från 1797 gift med statsfrun grevinnan Ulrika Eleonora von Fersen. Wright ägnade sig åt den militära banan och slutade som överste 1794 och chef först för Björneborgs regemente och senare samma år även för Dalregementet. Som många andra militärer var Wright verksam som konstnär. Hans konst består av ett flertal bevarade målade klackminiatyrer som infattades i guldringar och miniatyrmålningar med arkitektur- och landskapsskildringar. Wright är representerad i den Wicanderska samlingen vid Nationalmuseum, Göteborgs konstmuseum, Löfstads slott och ett flertal Finländska privata samlingar.